# 虛江嘯臥碣群
24°23′54″N 118°18′20″E / 24.3984175985397°N 118.305675322714°E
虛江嘯臥碑，位於中華民國福建省金門縣金城鎮文臺寶塔南側，為立於明嘉靖十四年（1547年）的石刻，是明清各朝的文人雅士摩崖勒石所形成的石碣群，當屬中華民國的國定古蹟。

## 歷史
明嘉靖十四年（1547）俞大猷任金門所千戶，曾遊息於金門城南磐山麓，登高賞景，並題「虛江嘯臥」以鳴志（虛江，是俞大猷的別號）。其弟子楊宏舉感念俞氏，建「嘯臥亭」於此，並題「汪洋滄海，波浪怒來，我有片物，揮之始迴」。此處尚有清代雍正年間燕山朱杰刻「大觀」二字、總兵呂瑞麟刻「如畫」及諸子詩石。
1954年，嘯臥亭毀於九三砲戰，廢墟則在翌年拆除，後在金門縣政府於2001年完成重建。

## 外部連結
- 虛江嘯臥碣群——文化部文化資產局 （页面存档备份，存于）
- 虛江嘯臥碣群——金門縣文化局 （页面存档备份，存于）